# Matej Mavrič
Matej Mavrič (Capodistria, 29 gennaio 1979) è un ex calciatore sloveno, di ruolo difensore.